# توم هودجز
توم هودجز (بالإنجليزية: Tom Hodges)‏ هو مدرب كرة سلة أمريكي، ولد في 1982.